# 2000년 K리그
2000년 K-리그는 K-리그의 18번째 시즌이다. 삼성과의 리그 메인 스폰서 계약에 따라 2000년 대회의 정식 명칭은 '삼성 디지털 K-리그 2000'이다. 시즌은 5월 14일에 열린 수원 삼성 블루윙즈 대 부천 SK의 경기로 개막하였으며, 11월 15일에 열린 안양 LG 치타스 대 부천 SK의 경기로 폐막하였다. 정규 시즌과 포스트 시즌을 포함하여 총 10개 구단이 모두 140경기를 벌였다.
흥행에 있어서 2000년 대회는 전반적인 '흉작'의 와중에도 프로축구의 흥미를 배가시키는 경기도 있었는데, 대표적인 것이 10월 11일 광양에서 열린 전남 드래곤즈 대 수원 삼성 블루윙즈의 정규 리그 최종전이다. 이 경기에서 양팀은 '총 10개'의 소나기골을 뽑아냄으로써 K리그 역사상 단일경기 최다 득점 기록(9골)을 경신했다. 수원 삼성 블루윙즈는 구단 역사상 단일경기 최다 득점 공동 기록(7골)과 함께 단일경기 해트트릭 2번(데니스, 산드로)이라는 진기록을 세우기도 했다.
리그 구성원에 몇 가지 변화가 있었다. 시즌에 앞서 충청남도 천안시를 연고지로 삼던 '천안 일화 천마'가 경기도 성남시로 연고지를 이전하면서 '성남 일화 천마'가 되었다. 리그 방식은 전년 대회와 마찬가지로 2000년 대회는 정규 리그와 챔피언십으로 구성된 K-리그 및 조별 리그와 결선 토너먼트로 구성된 리그컵이 함께 진행되었다. 2000년 대회는 각 팀들의 전력이 평준화되어 치열한 접전이 전개되었다. 특히 강팀으로 분류되었던 부산 아이콘스, 울산 현대 호랑이, 수원 삼성 블루윙즈가 나란히 부진하고, 반대로 중하위권으로 분류되었던 안양 LG 치타스, 성남 일화 천마, 부천 SK가 나란히 전력이 향상되면서 팬들에게 색다른 재미를 선사했다.
안양 LG 치타스는 구단의 과감한 투자와 조광래 감독의 뛰어난 용병술이 어우러져 많은 이들의 예상을 깨고 정규 리그 1위를 차지했다. 6월 14일에 1위에 등극한 뒤 단 한 차례의 양보도 없이 순위를 수성하다가 9월 30일 수원 삼성 블루윙즈를 상대로 역전승하며 순위를 확정지었다. 이로써 안양 LG 치타스는 럭키금성 황소라는 이름으로 1990년 대회에서 우승을 차지한 이후 10년만에 정규 리그 정상에 오르는 기쁨을 누렸다. 한편, 안양 LG 치타스는 10년 만에 부활한 2군 리그에서도 정상에 오르는 경사를 누렸다.

## 시즌 개요

### 운영 방식
- 단일 리그 제도: 총 10개 팀이 참가하여 각 팀이 다른 팀과 모두 세 번씩 경기를 치르는 '정규 리그'(정규 시즌)를 진행한다. 이에 따라 2000년 대회의 정규 리그에서는 총 135경기가 진행되며, 각 팀은 27경기를 치른다. 정규 리그 1위에서 4위를 기록한 팀들은 '챔피언십'(포스트 시즌)에 진출한다. 정규 리그 5위에서 10위를 기록한 팀들은 해당 순위가 시즌 최종 순위가 된다.
- 4강 플레이오프 제도: 정규 리그 순위를 기준으로 1위는 '챔피언 결정전'에, 2위는 '플레이오프'에, 3위와 4위는 '준플레이오프'에 진출한다. 준플레이오프의 승자는 플레이오프에 진출하며, 패자는 시즌 최종 순위 4위가 된다. 플레이오프의 승자는 챔피언 결정전에 진출하며, 패자는 시즌 최종 순위 3위가 된다. 챔피언 결정전의 승자는 리그 우승 팀에 등극하며, 패자는 리그 준우승 팀이 된다.
- 승부차기 제도: 정규 시간(전반전 45분, 후반전 45분 및 인저리 타임) 내에 승패를 가리지 못하는 경우 경기는 연장전 없이 바로 승부차기로 돌입한다. 승부차기에서 승리한 팀에게는 승점 1점을 부여한다. 정리하자면 정규시간 승리 시에는 승점 3점을, 승부차기 승리 시에는 승점 1점을, 승부차기 패배 시와 정규시간 패배 시에는 승점 0점을 부여한다.

### 참가 구단
시즌에 앞서 충청남도 천안시를 연고지로 삼던 '천안 일화 천마'가 경기도 성남시로 연고지를 이전하면서 '성남 일화 천마'가 되었다.
| 팀                 | 연고지     | 데뷔 시즌 | 참가 횟수 | 전년 순위 |
| ------------------ | ---------- | --------- | --------- | --------- |
| 대전 시티즌        | 대전광역시 | 1997년    | 4         | 8위       |
| 부산 아이콘스      | 부산광역시 | 1983년    | 18        | 2위       |
| 부천 SK            | 부천시     | 1983년    | 18        | 3위       |
| 성남 일화 천마     | 성남시     | 1989년    | 12        | 10위      |
| 수원 삼성 블루윙즈 | 수원시     | 1996년    | 5         | 1위       |
| 안양 LG 치타스     | 안양시     | 1984년    | 17        | 9위       |
| 울산 현대 호랑이   | 울산광역시 | 1984년    | 17        | 6위       |
| 전남 드래곤즈      | 전라남도   | 1995년    | 6         | 4위       |
| 전북 현대 모터스   | 전라북도   | 1995년    | 6         | 7위       |
| 포항 스틸러스      | 포항시     | 1983년    | 18        | 5위       |

## 시즌 순위

### 정규시즌 순위
| 순위 | 팀                   | 경기 | 승1 | 승2 | 패 | 득 | 실 | 차  | 승점 | 참가 자격 및 강등 |
| ---- | -------------------- | ---- | --- | --- | -- | -- | -- | --- | ---- | ----------------- |
| 1    | 안양 LG 치타스 (Q)   | 27   | 17  | 2   | 8  | 46 | 25 | +21 | 53   | 챔피언 결정전     |
| 2    | 성남 일화 천마 (Q)   | 27   | 12  | 6   | 9  | 43 | 33 | +10 | 42   | 플레이오프        |
| 3    | 전북 현대 모터스 (Q) | 27   | 11  | 4   | 12 | 34 | 4] | -6  | 37   | 준플레이오프      |
| 4    | 부천 SK (Q)          | 27   | 10  | 6   | 11 | 45 | 36 | +10 | 36   | 준플레이오프      |
| 5    | 수원 삼성 블루윙즈   | 27   | 11  | 3   | 13 | 48 | 43 | +5  | 36   |                   |
| 6    | 부산 아이콘스        | 27   | 9   | 2   | 16 | 42 | 42 | 0   | 29   |                   |
| 7    | 전남 드래곤즈        | 27   | 8   | 4   | 15 | 28 | 35 | -7  | 28   |                   |
| 8    | 대전 시티즌          | 27   | 7   | 3   | 17 | 26 | 40 | -14 | 24   |                   |
| 9    | 포항 스틸러스        | 27   | 5   | 7   | 15 | 31 | 39 | -8  | 22   |                   |
| 10   | 울산 현대 호랑이     | 27   | 6   | 2   | 19 | 26 | 37 | -11 | 20   |                   |

* 승점제도: 정규시간 승리 3점, 무승부 시(연장전 미진행) 승부차기 승리 1점.

* 2000년 5월 14일부터 동년 10월 11일까지 치른 모든 경기를 대상으로 함.

* 출처 : 한국프로축구연맹

* (C) = 우승; (R) = 강등; (P) = 승격; (O) = 플레이오프 승리; (A) = 다음 라운드 진출

* (Q) = 대항전 진출 자격이 됨; (TQ) = 대항전 진출 자격이 됐으나 진출할 라운드가 정해지지 않음; (RQ) = 강등 결정전 진출 자격이 됨; (DQ) = 대항전 진출 자격을 잃음.

### 최종 순위
| 순위 | 팀                 | 경기 | 승1 | 승2 | 패 | 득 | 실 | 차  | 승점 | 참가 자격 및 강등            |
| ---- | ------------------ | ---- | --- | --- | -- | -- | -- | --- | ---- | ---------------------------- |
| 1    | 안양 LG 치타스 (C) | 27   | 17  | 2   | 8  | 46 | 25 | +21 | 53   | 아시안 클럽 챔피언십 2001-02 |
| 2    | 부천 SK            | 27   | 10  | 6   | 11 | 45 | 35 | +10 | 36   |                              |
| 3    | 성남 일화 천마     | 27   | 12  | 6   | 9  | 43 | 33 | +10 | 42   |                              |
| 4    | 전북 현대 모터스   | 27   | 11  | 4   | 12 | 34 | 40 | -6  | 37   |                              |
| 5    | 수원 삼성 블루윙즈 | 27   | 11  | 3   | 13 | 48 | 43 | +5  | 36   | 아시안 클럽 챔피언십 2001-02 |
| 6    | 부산 아이콘스      | 27   | 9   | 2   | 16 | 42 | 42 | 0   | 29   |                              |
| 7    | 전남 드래곤즈      | 27   | 8   | 4   | 15 | 28 | 35 | -7  | 28   |                              |
| 8    | 대전 시티즌        | 27   | 7   | 3   | 17 | 26 | 40 | -14 | 24   |                              |
| 9    | 포항 스틸러스      | 27   | 5   | 7   | 15 | 31 | 39 | -8  | 22   |                              |
| 10   | 울산 현대 호랑이   | 27   | 6   | 2   | 19 | 26 | 37 | -11 | 20   |                              |

* 승점제도: 정규시간 승리 3점, 무승부 시(연장전 미진행) 승부차기 승리 1점.

* 마지막 업데이트 : 2000년 12월 31일

* 출처 : 한국프로축구연맹

* (C) = 우승; (R) = 강등; (P) = 승격; (O) = 플레이오프 승리; (A) = 다음 라운드 진출

* (Q) = 대항전 진출 자격이 됨; (TQ) = 대항전 진출 자격이 됐으나 진출할 라운드가 정해지지 않음; (RQ) = 강등 결정전 진출 자격이 됨; (DQ) = 대항전 진출 자격을 잃음.

## 경기 결과

### 포스트시즌

#### 준플레이오프
'2000년 K-리그 챔피언십 준플레이오프'에서는 정규 리그 3위와 정규 리그 4위가 맞붙는다. 경기는 단판 승부이며, 정규 리그 3위의 홈에서 진행한다. 준플레이오프의 승자는 플레이오프에 진출한다. 준플레이오프의 패자는 시즌 최종 순위 4위가 된다.
| 챔피언십 준PO 11월 1일 | 전북 현대 모터스 | 1 – 2 (a.e.t.) | 부천 SK                 | 전주시                                 |  |  |
| UTC+9 19:00            | 박성배 53′       |                | 66′ 전경준 · 94′ 이원식 | 경기장: 전주종합경기장 관중 수: 10,068 |  |  |
|                        |                  |                |                         |                                        |  |  |

#### 플레이오프
'2000년 K-리그 챔피언십 플레이오프'에서는 정규 리그 2위와 준플레이오프의 승자가 맞붙는다. 경기는 홈･어웨이로 치러지며, 정규 리그 2위 팀을 기준으로 1차전은 원정에서, 2차전은 홈에서 진행한다. 플레이오프의 승자는 챔피언 결정전에 진출한다. 플레이오프의 패자는 시즌 최종 순위 3위가 된다.
| 챔피언십 PO 1차전 11월 5일 | 성남 일화 천마 | 1 – 3 | 부천 SK                            | 성남시                                 |  |  |
| UTC+9 15:00                | 김대의 46′     |       | 20′ 윤정춘 · 47′ 강철 · 85′ 곽경근 | 경기장: 성남종합운동장 관중 수: 12,784 |  |  |
|                            |                |       |                                    |                                        |  |  |

| 챔피언십 PO 2차전 11월 8일 | 부천 SK                  | 2 – 3 (a.e.t.) | 성남 일화 천마                       | 서울특별시                        |  |  |
| UTC+9 19:00                | 윤정춘 59′ · 곽경근 102′ |                | 51′ 홍도표 · 66′ 박남열 · 78′ 황연석 | 경기장: 목동운동장 관중 수: 6,832 |  |  |
|                            |                          |                |                                      |                                   |  |  |

#### 챔피언 결정전
'2000년 K-리그 챔피언 결정전'에서는 정규 리그 1위와 플레이오프의 승자가 맞붙는다. 경기는 홈･어웨이로 치러지며, 정규 리그 1위 팀을 기준으로 1차전은 원정에서, 2차전은 홈에서 진행한다. 챔피언 결정전의 승자는 리그 우승 팀에 등극하며 아시안 클럽 챔피언십 2001-02 2라운드 출전권이 주어진다. 챔피언 결정전의 패자는 리그 준우승 팀이 된다.
| 챔피언 결정전 1차전 11월 12일 | 부천 SK      | 1 – 4 | 안양 LG 치타스                                            | 서울특별시                         |  |  |
| UTC+9 15:00                   | 이원식 후39′ |       | 후13′ 왕정현 · 후23′ 정광민 · 후34′ 최용수 · 후44′ 유상수 | 경기장: 목동운동장 관중 수: 13,825 |  |  |
|                               |              |       |                                                           |                                    |  |  |

| 챔피언 결정전 2차전 11월 15일                | 안양 LG 치타스 | 1 – 1 (4 – 2 승부차기)          | 부천 SK    | 안양시                                 |  |  |
| UTC+9 18:30                                  | 안드레 76′     |                                 | 59′ 곽경근 | 경기장: 안양종합운동장 관중 수: 20,883 |  |  |
|                                              |                | 승부차기                        |            |                                        |  |  |
| 김성일 · 안드레 · 김성재 · 한상구 · 히카르도 |                | 이임생 · 곽경근 · 김기동 · 강철 |            |                                        |  |  |
|                                              |                |                                 |            |                                        |  |  |

## 우승 구단
| K-리그 우승                                                          |
| -------------------------------------------------------------------- |
| 안양 LG 치타스                                                       |
| 1985년 축구대제전 수퍼리그 · 1990년 한국프로축구대회 · 2000년 K-리그 |
| 제18대 대한민국 챔피언 (3회 우승)                                    |
| 1985년･1990년･20년                                                   |

## 개인 기록

#### 득점
득점 순위 상위 10인은 다음과 같으며, 전북 현대 모터스의 김도훈이 15득점을 기록하여 득점상을 수상했다.
| 순위 | 선수   | 소속               | 득점 | 경기 |
| ---- | ------ | ------------------ | ---- | ---- |
| 1    | 김도훈 | 전북 현대 모터스   | 15   | 27   |
| 2    | 최용수 | 안양 LG 치타스     | 14   | 34   |
| 3    | 이원식 | 부천 SK            | 13   | 32   |
| 4    | 정광민 | 안양 LG 치타스     | 13   | 34   |
| 5    | 이상윤 | 성남 일화 천마     | 13   | 36   |
| 6    | 박남열 | 성남 일화 천마     | 13   | 41   |
| 7    | 박성배 | 전북 현대 모터스   | 11   | 32   |
| 8    | 세자르 | 전남 드래곤즈      | 11   | 39   |
| 9    | 안정환 | 부산 아이콘스      | 10   | 20   |
| 10   | 데니스 | 수원 삼성 블루윙즈 | 10   | 27   |

* '득점 수'가 동률인 경우에는 '경기당 득점'을, '경기당 득점'이 동률인 경우에는 '시간당 득점'을 기준으로 득점 순위가 산정되었다.

#### 도움
도움 순위 상위 10인은 다음과 같으며, 안양 LG 치타스의 안드레가 14도움을 기록하여 도움상을 수상했다.
| 순위 | 선수   | 소속               | 득점 | 경기 |
| ---- | ------ | ------------------ | ---- | ---- |
| 1    | 안드레 | 안양 LG 치타스     | 14   | 38   |
| 2    | 전경준 | 부천 SK            | 13   | 38   |
| 3    | 최용수 | 안양 LG 치타스     | 10   | 34   |
| 4    | 마니치 | 부산 아이콘스      | 9    | 34   |
| 5    | 데니스 | 수원 삼성 블루윙즈 | 7    | 27   |
| 6    | 양현정 | 전북 현대 모터스   | 7    | 32   |
| 7    | 신태용 | 성남 일화 천마     | 7    | 34   |
| 8    | 신진원 | 대전 시티즌        | 6    | 30   |
| 9    | 샤리   | 부천 SK            | 6    | 32   |
| 10   | 서혁수 | 전북 현대 모터스   | 6    | 32   |

* '도움 수'가 동률인 경우에는 '경기당 도움'을, '경기당 도움'이 동률인 경우에는 '시간당 도움'을 기준으로 도움 순위가 산정되었다.

## 수상

### 최우수선수상
| 제18대 MVP | 선수   | 소속           | 비고                                                  |
| ---------- | ------ | -------------- | ----------------------------------------------------- |
| 제18대 MVP | 최용수 | 안양 LG 치타스 | - 제18대 K-리그 챔피언 - 2000시즌 K-리그 베스트 11 fw |

### 득점상
| 제18대 득점왕 | 선수   | 소속             | 비고                                                               |
| ------------- | ------ | ---------------- | ------------------------------------------------------------------ |
| 제18대 득점왕 | 김도훈 | 전북 현대 모터스 | - 20경기 12득점 (경기당 득점: 0.60) - 2000시즌 K-리그 베스트 11 fw |

### 도움상
| 제18대 도움왕 | 선수   | 소속           | 비고                                                                                      |
| ------------- | ------ | -------------- | ----------------------------------------------------------------------------------------- |
| 제18대 도움왕 | 안드레 | 안양 LG 치타스 | - 29경기 10도움 (경기당 도움: 0.34) - 제18대 K-리그 챔피언 - 2000시즌 K-리그 베스트 11 mf |

### 신인선수상
| 제16대 신인왕 | 선수   | 소속             | 비고 |
| ------------- | ------ | ---------------- | ---- |
| 제16대 신인왕 | 박성배 | 전북 현대 모터스 | –    |

### 기타
| 부문          | 선수   | 소속    | 비고                          |
| ------------- | ------ | ------- | ----------------------------- |
| 특별상        | 이용발 | 부천 SK | - 2000시즌 전경기 전시간 출전 |
| 특별상        | 조성환 | 부천 SK | - 2000시즌 전경기 전시간 출전 |
| 최우수 심판상 | 이상용 | –       | - 주심 부문 수상              |
| 최우수 심판상 | 곽경만 | –       | - 부심 부문 수상              |

## 같이 보기
- 2000년 K리그 챔피언십
- 2000년 리그컵
- 2000년 대한민국 FA컵